# 달성 서씨
달성 서씨(達城徐氏)는 대구를 관향으로 하는 한국의 성씨이다.

## 역사
시조 서진(徐晉)은 고려 때 봉익대부(奉翊大夫), 판도판서(版圖判書)에 오르고 달성군(達城君)에 봉해졌다고 한다. 출생년도는 대략 서기 1260년에서 1280년 사이로 추정된다.  서진(徐晉)의 어머니는 고려조(高麗朝) 정순대부(正順大夫) 예의판서(禮儀判書)와 검교장군(檢校將軍)을 지낸 진위군(振威君) 진위 이씨(振威李氏) 이자영(李自英)의 딸이다.  부인은 초계 주씨이다. 유허비는 대구 달성공원(達城公園)에 있다. 2세는 도관좌랑 서기준(徐奇俊), 3세는 찬성사(贊成事) 서영(徐穎)이다.
4세 서균형(徐鈞衡, 1340년 ~ 1391년)이 1360년(공민왕 9년) 문과에 급제하여 문하평리(門下評理) 등을 거쳐 1389년(공양왕 1) 정당문학(政堂文學)으로 재직시 왕명으로 폐왕 우왕을 강릉에서 살해하였고, 1390년 예문관대제학을 거쳐 1391년 양광도도관찰사가 되었다. 시호는 정평(貞平)이다.
5세 서침(徐沈)은 조선조에 전의소감(典醫少監)을 거쳐 전라도처치사를 지냈다. 세종조에서 달성을 나라의 관방으로 쓰겠다며 거두어 들이고자 하며 그 보상책을 논하자 침이 보상받기를 사양하고 그 대신 대구 부민들이 관청에 바치는 적모의 이자를 한 석당 닷되씩을 감해 줄것을 주청하니 조정에서 특별히 허락하여 대구 부민들이 조선말까지 그 혜택을 받았다. 서침의 박시제중(博施濟衆)에 감복(感服)한 대구 사림(士林)들이 1665년에 대구에 구암서원을 건립하고 침을 봉안하여 매년 제향하였다. 세종이 회화나무를 심어 침의 마음을 기리게 했는데 현재 달성공원 내에 있는 서침나무가 그 것으로 알려져 있다.
서침은 3형제를 두었는데, 장남 서문한(徐文翰)은 승사랑으로 광흥창 부승을 거쳐 현감을 지냈고, 차남인 서문간(徐文幹)도 중시에 올라 현감을 역임했으며, 3남 서문덕(徐文德)은 이조정랑과 만경현감을 지냈다. 대사간이었던 서충(衷)의 증손인 서한정(徐翰廷)은 세종 때 진사로 태학에서 학문을 연구했으나, 수양대군(세조)이 왕위를 찬탈하자 벼슬을 버리고 소백산 기슭에 은거하였다.

## 항렬자
| 19세                          | 20세                                   | 21세                                            | 22세                               | 23세                              | 24세                        | 25세              | 26세                        | 27세     | 28세   | 29세     | 30세   | 31세     | 32세   | 33세     | 34세   | 35세     | 36세   | 37세     | 38세   | 39세     | 40세   |
| ----------------------------- | -------------------------------------- | ----------------------------------------------- | ---------------------------------- | --------------------------------- | --------------------------- | ----------------- | --------------------------- | -------- | ------ | -------- | ------ | -------- | ------ | -------- | ------ | -------- | ------ | -------- | ------ | -------- | ------ |
| 건(楗) 口재(在) 간(幹) 상(相) | 口열(烈) 口흠(欽) 병(炳) 광(光) 병(丙) | 口태(泰) 기(基) 정(廷) 재(載) 口곤(坤) 口규(奎) | 口석(錫)口 화(和) 口 진(鎭) 종(鐘) | 口수(洙) 口원(源) 口호(浩) 영(永) | 동(東) 병(柄) 상(相) 정(正) | 口교(敎) 口환(煥) | 보(輔) 규(逵) 민(民) 재(在) | 口덕(德) | 영(永) | 口걸(杰) | 현(炫) | 口준(埈) | 용(鎔) | 口락(洛) | 병(秉) | 口혁(焃) | 재(在) | 口호(鎬) | 홍(洪) | 口정(楨) | 하(夏) |

## 대구 서씨와 구분
달성(達城)서씨와 대구(大丘)서씨는 족보상으로 시조가 다르다. 달성 서씨는 고려 판도판서(版圖判書) 서진(徐晋)을 시조로 하고 있고, 대구 서씨는 고려 군기소윤(軍器少尹) 서한(徐閈)을 시조로 한다. 달성 서씨와 대구 서씨는 근원이 같다고 추측되지만 분파된 시기와 계대를 확실히 고증할 수 없다라고 하나 진위 이씨(振威李氏) 대동보(大同譜)에는 달성서씨(達城徐氏) 시조 진(晉)의 부친인 서무질(徐無疾)이 고려(高麗) 고종조(高宗朝) 정순대부(正順大夫) 예의판서(禮儀判書)와 검교장군(檢校將軍)을 지낸 진위군(振威君) 진위 이씨(振威李氏) 이자영(李自英)의 사위이며, 밀직사(密直司) 종2품을 지낸 대구인(大邱人)이고 그의 부친(父)은 판군기감(判軍器監)이다라고 기록하고 있다.  
달성서씨는 판도공파 또는 향파(鄕派)라 하고, 대구 서씨는 소윤공파 또는 경파(京派)라 한다. 두 파는 1702년(肅宗 28년)에 처음으로 족보를 함께 하여 임오보(壬午譜)를 만들었으나 1736년(영조(英祖) 12년)에 경파(京派)만이 단독 족보를 만들어 대구 서씨(大丘徐氏)로 갈라섬으로써 양파가 족보를 달리하게 되었다. 임오보에서 판도공파(달성 서씨) 계보 서두에 기록된 원문에 "版圖公派亦系達城必是同貫而世代已遠譜牒無徵未能明知故不敢渾錄於本譜姑爲別譜以附篇末(같은 관향인데 세대가 멀고 보첩으로 증명할 수 없어 능히 알지 못하므로 본보에 섞어서 기록하지 못하고 별보로 하여 책 끝에 붙인다)"하였다. 과거에 본관을 혼용하여 사용하였기 때문에 대구 서씨인데도 호적에는 본관이 달성으로 등재되어 있기도 하고, 달성 서씨인데도 호적에는 본관이 대구로 등재되어 있기도 하다. 조선조 방목 등 각 문헌에 대구 서씨 인물들의 관향이 달성으로도 되어 있다.

## 서씨 분파
몽어(夢漁) 서문중(徐文重) 서상공(徐相公)이 대구 서씨 보(大丘 徐氏 譜 – 1702년간) 서문에 이르기를 서씨(徐氏)는 애당초 두 관적(貫籍)이 없었는데 뒤에 8파로 나뉘었으니 이천(利川) 달성(達城) 대구(大丘) 장성(長城) 연산(連山) 남평(南平) 부여(扶餘) 평당(平當) 남양(南陽) 당성(唐城)이 이것이다. 그 분파된 이유인즉 문헌에 증거가 없어 알 수는 없으나 대개 이천(利川)의 선조는 아간공(阿干公) 서신일(徐神逸)이요. 대구(大丘)의 선조는 서한(徐閈)이요. 달성(達城)의 선조는 서진(徐晋)이요. 장성(長城)의 선조는 서능(徐稜 문하시중.종1품)이요. 연산(連山)의 선조는 서보(徐寶 연성군)요. 남평(南平)의 선조는 서린(徐鱗 대광내의령.종1품)이요. 부여(扶餘)의 선조는 서수손(徐秀孫)이요. 평당(平當)의 선조는 서준방(徐俊邦 형부상서.정3품)이요. 남양 서씨(南陽 徐氏)의 선조는 서간(徐趕)이요. 당성 서씨(唐城 徐氏)의 선조는 서득부(徐得富)이니 계파를 따져 보면 모든 서씨(徐氏)가 다 이천(利川)에서 나왔고 나머지 7관(七貫)은 곧 이천(利川)의 별파라 했다. 또 의성(義城) 김씨(金氏)의 족보를 보니 서씨(徐氏)의 선조(先祖)는 기자(箕子)로부터 나왔고 신라말년(新羅末年)의 서신일(徐神逸)이 있었고 고려초에 서목(徐穆)이 있었으니 이천서씨(利川徐氏)는 그 후손이요. 대구(大丘),봉성(峯城),남양(南陽),당성(唐城)이 이천에서 다 같이 나뉘었으니 서신일(徐神逸)의 후손이라 한다. 동국의 서씨(徐氏)는 모두 아간(阿干)을 선조로 함에 의심이 없고 또 몽어(夢漁) 서문중(徐文重)의 박식원견으로 반드시 고증을 거쳐서 그 족보 끝에 썼을 것으로 생각되어 우리 서씨(徐氏)가 타족(他族)과 다른 점이다. 
1742년 이천 서씨(利川徐氏) 문중에서 간행된 족보인 《임술보》(壬戌譜) 서문에는 “무릇 나뭇가지가 천이라도 뿌리는 하나요, 물 갈래가 백이라도 근원은 하나이니 우리나라에 달성(達城), 대구(大丘), 부여(扶餘), 평당(平當), 장성(長城), 연안(延安), 전주(全州), 남평(南平), 남양(南陽), 당성(唐城)의 서씨(徐氏)중에 누가 아간공(阿干公)을 조상으로 해서 나뉜 자가 아니랴. 아간(阿干)공의 줄거리는 이천(利川)이다”라고 쓰여 있어, 부여 서씨(扶餘徐氏)가 이천서씨(利川徐氏)의 한 갈래임을 밝히고 있다. 
이천 서씨(利川徐氏)의 족보 「계미보癸未譜(1763년)」 서문에 보면, 우리나라 서씨(徐氏)는 3관(貫)이 저명한데, 이천조(利川祖)는 아간(阿干) 서신일(徐神逸)이고 부여조(扶餘祖)는 백제의 온조왕(溫祚)이며, 달성조(達成祖)는 소윤(少尹) 서한(徐閈)이라고 했다. 이천 서씨(利川徐氏), 달성 서씨(達城徐氏), 부여 서씨(扶餘徐氏)는 아간대부 서신일(阿干大夫 徐神逸)의 후손이라고 참찬(參贊)을 지낸 달성인 서명응(達城人 徐命膺)이 썼다.

## 인구
- 1985년 94,873가구, 398,363명
- 2000년 132,270가구 429,353명
- 2015년 407,431명

## 집성촌
- 전라남도 여수시 조화리
- 전라남도 여수시 화양면
- 전라남도 순천시 평촌리
- 대구광역시 달성군 가창면 대일동
- 경상북도 상주시 공성면 평천리
- 경상북도 상주시 사벌면 묵상리
- 전라북도 무주군 무풍면
- 대구광역시 동구 도동
- 대구광역시 북구 태전동 (이매)
- 울산광역시 울주군 범서읍
- 경상남도 고성군 영오면 오동리
- 경상남도 밀양시
- 경상남도 양산시 상북면 좌삼리
- 경상남도 창녕군 창녕읍 조산리
- 경상남도 의령군 정곡면 예둔리
- 경상북도 영천시 본촌동,봉동,작산동
- 경상북도 영천시 금호읍 어은리
- 경상북도 포항시 남구 구룡포읍 구평리
- 경상북도 포항시 북구 기계면 가안리[4]
- 경상북도 안동시 수하동
- 충청북도 청주시 북이면 장재리
- 충청북도 청주시 청원구 오창읍
- 경상북도 청송군 파천면 지경리

## 같이 보기
- 이천 서씨
- 대구 서씨
- 부여 서씨
- 남평 서씨
- 장성 서씨
- 연산 서씨